# إجلال

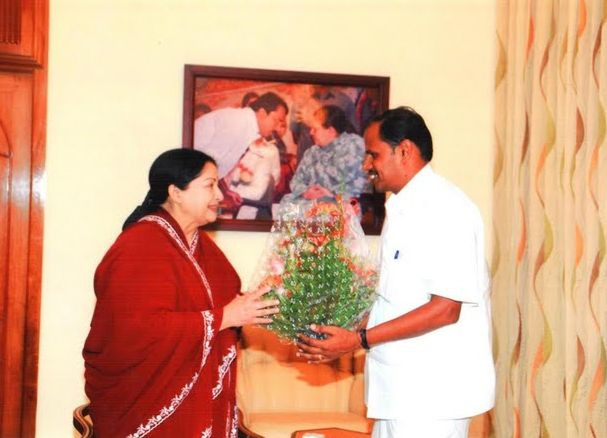

الإجلال أو الاحترام (بالإنجليزية: Deference) (والذي يسمى أيضا الاستسلام أو الخضوع) هو حالة من تقديم الطاعة للرؤساء الشرعيين. أو يُقصد بالإجلال الخضوع إلى أو تقديم حكم رئيس معترف به من حيث الاحترام أو التقديس. وقد دُرس الإجلال على نطاق واسع من قبل علماء السياسة وعلماء الاجتماع، وعلماء النفس.
دخل المفهوم إلى نظرية التهذيب، بعلم اللغويات، مع باقي المفاهيم التي أنشأها العالم الأمريكي-الكندي إرفنغ غوفمان ودخلت فيما بعد إلى تطبيقاتها في علم التداوليات.